# Willie Young
Willie Montrel Young (* 15. Juni 1973) ist ein US-amerikanischer Basketballtrainer und ehemaliger -spieler. Während seiner Spielerkarriere stand der 1,85 Meter große Aufbauspieler bei Vereinen in Deutschland, Belgien, Israel und den Niederlanden unter Vertrag. Als Trainer betreute er unter anderem die Crailsheim Merlins in der Basketball-Bundesliga.

## Laufbahn
Young spielte zwischen 1988 und 1992 an der Norview High School im US-Bundesstaat Virginia und ab 1992 am Brevard Community College in Florida. Von 1995 bis 1997 war er Mitglied der Basketball-Mannschaft an der University of Tennessee at Chattanooga. Dort war er 1996/97 mit einem Punkteschnitt von 14,0 pro Spiel zweitbester Korbschütze der „Mocs“ und stieß in den Playoffs unter die besten 16 Mannschaften der NCAA vor.
Im Februar 1998 begann er seine Profikarriere beim niederländischen Eredivisie-Klub Hans Verkerk Keukens Den Helder und wurde in seiner ersten Saison mit der Mannschaft niederländischer Meister. Bis 2001 spielte Young für weitere niederländische Mannschaften, darunter Den Bosch und Landstede Zwolle sowie zu Saisonbeginn 1999/2000 auch kurzfristig in Israel. In der Saison 2001/02 stand er beim belgischen Verein Eurolines Vilvoorde, mit dem er den Meistertitel in der zweiten Liga des Landes gewann, unter Vertrag.
Zur Saison 2002/03 wechselte Young nach Deutschland und verstärkte den TV Lich in der 2. Basketball-Bundesliga. Zwischen 2004 und 2007 stand er bei den Crailsheim Merlins (ebenfalls in der zweiten Liga) unter Vertrag. Im Februar 2007 zog er sich eine Knieverletzung zu, aufgrund derer er seine Spielerkarriere beenden musste.
Young wurde in Crailsheim Jugendtrainer und Cheftrainer der zweiten Herrenmannschaft. Letztere Mannschaft stieg unter seiner Leitung in die 1. Regionalliga auf. Im August 2012 erhielt er die Beförderung zum Cheftrainer der Crailsheimer Mannschaft in der 2. Bundesliga ProA. Er führte die „Merlins“ in der Saison 2013/14 ins ProA-Finale und damit zum Aufstieg in die Basketball-Bundesliga. Im November 2014 wurde er seines Amtes enthoben, die Crailsheimer standen seinerzeit auf dem letzten Tabellenplatz. Nach der Trennung kehrte er in die USA zurück und arbeitete als Individualtrainer.
Im August 2017 übernahm er das Traineramt an der Sequatchie County High School in der Stadt Dunlap (US-Bundesstaat Tennessee) und wurde an der Schule zudem als Sportlehrer tätig. Er blieb dort bis 2019. Im September 2020 trat Young das Traineramt an der Pajaro Valley High School im kalifornischen Watsonville an. Er betreute die Schulmannschaft ein Jahr lang.